# Salvatore Todisco
Salvatore Todisco   (Nàpols, 30 d'agost de 1961 - Collevalenza, 25 de novembre de 1990) fou un boxejador italià que va competir durant la dècada de 1980.
El 1984 va prendre part en els Jocs Olímpics d'Estiu de Los Angeles, on guanyà la medalla de plata en la categoria del pes minimosca del programa de boxa. No va poder disputar la final perquè en semifinals s'havia trencat una mà. En el seu palmarès també destaquen dues medalles de bronze als Jocs del Mediterrani, el 1983 i 1987.
Es retirà el 1987, sense passar pel professionalisme. Morí en un accident de cotxe el 1990.